# Meliboeus gilli
Meliboeus gilli es una especie de escarabajo del género Meliboeus, familia Buprestidae. Fue descrita científicamente por Obenberger en 1931.